# 서벽준
서벽준(徐碧浚, 1994년 1월 14일 ~ )은 대한민국의 배우이다.

## 학력
- 성균관대학교 연기예술학과

## 출연 작품

### 영화
- 2014년 《Fan》
- 2015년 《시선의 끝》
- 2016년 《송강호의 조카》
- 2016년 《영덕》
- 2016년 《테레제를 위하여》
- 2016년 《주변인》
- 2019년 《한낮의 피크닉》 - 오연우 역
- 2020년 《런 보이 런》 - 진수 역
- 2023년 《말이야 바른 말이지》

### 드라마
- 2017년 웹드라마 《태구드라마 시즌 2》 - 지수 역
- 2018년 MBC 월화드라마 《위대한 유혹자》
- 2018년 tvN 월화드라마 《식샤를 합시다 3》 - 이성주 역
- 2019년 KBS1 일일드라마 《여름아 부탁해》 - 왕금동 역
- 2020년 OCN 토일드라마 《써치》 - 서 일병 역
- 2023년 ENA 수목드라마 《행복배틀》 - 송정식 역
- 2023년 tvN 토일드라마 《경이로운 소문 2: 카운터 펀치》 - 박도휘 역
- 2024년 KBS2 월화드라마 《함부로 대해줘》 - 이도영 역